# Super Formula seizoen 2018
Het Super Formula seizoen 2018 was het 32e seizoen van het belangrijkste Japanse formulewagenkampioenschap. Hiroaki Ishiura was de verdedigend kampioen uit 2017, waarin P.mu/cerumo・INGING kampioen in het teamklassement werd.
Naoki Yamamoto, de kampioen van 2013, behaalde zijn tweede titel door zijn directe concurrent Nick Cassidy te verslaan in de laatste race van het seizoen. Cassidy eindigde als tweede in het kampioenschap, terwijl regerend kampioen Hiroaki Ishiura derde werd. Orientalbio Kondō, het team van Cassidy en Kenta Yamashita, werd voor het eerst in haar bestaan kampioen bij de teams.

## Teams en coureurs
| Team                    | No. | Coureur                | Motor  | Rondes   |
| ----------------------- | --- | ---------------------- | ------ | -------- |
| JMS P.mu/cerumo・INGING | 1   | Hiroaki Ishiura        | Toyota | Alle     |
| JMS P.mu/cerumo・INGING | 2   | Yuji Kunimoto          | Toyota | Alle     |
| Orientalbio Kondō       | 3   | Nick Cassidy           | Toyota | Alle     |
| Orientalbio Kondō       | 4   | Kenta Yamashita        | Toyota | Alle     |
| Docomo Dandelion        | 5   | Tomoki Nojiri          | Honda  | Alle     |
| Docomo Dandelion        | 6   | Nobuharu Matsushita    | Honda  | Alle     |
| UOMO Sunoco             | 7   | Pietro Fittipaldi      | Toyota | 1        |
| UOMO Sunoco             | 7   | Tom Dillmann           | Toyota | 2-7      |
| UOMO Sunoco             | 8   | Kazuya Oshima          | Toyota | Alle     |
| Team Mugen              | 15  | Nirei Fukuzumi         | Honda  | 1, 5-7   |
| Team Mugen              | 15  | Sena Sakaguchi         | Honda  | 2        |
| Team Mugen              | 15  | Daniel Ticktum         | Honda  | 3-4      |
| Team Mugen              | 16  | Naoki Yamamoto         | Honda  | Alle     |
| Real                    | 17  | Koudai Tsukakoshi      | Honda  | Alle     |
| KCMG Elyse              | 18  | Kamui Kobayashi        | Toyota | 1-4, 6-7 |
| KCMG Elyse              | 18  | Yuichi Nakayama        | Toyota | 5        |
| Itochu Enex Team Impul  | 19  | Yuhi Sekiguchi         | Toyota | Alle     |
| Itochu Enex Team Impul  | 20  | Ryo Hirakawa           | Toyota | Alle     |
| Vantelin Team Tom's     | 36  | Kazuki Nakajima        | Toyota | 1-4, 6-7 |
| Vantelin Team Tom's     | 36  | João Paulo de Oliveira | Toyota | 5        |
| Vantelin Team Tom's     | 37  | James Rossiter         | Toyota | Alle     |
| B-MAX Racing Team       | 50  | Katsumasa Chiyo        | Honda  | Alle     |
| TCS Nakajima Racing     | 64  | Narain Karthikeyan     | Honda  | Alle     |
| TCS Nakajima Racing     | 65  | Takuya Izawa           | Honda  | Alle     |

## Races
| Ronde | Circuit                       | Datum       | Pole position   | Snelste ronde                             | Winnaar                                   | Team                                      |
| ----- | ----------------------------- | ----------- | --------------- | ----------------------------------------- | ----------------------------------------- | ----------------------------------------- |
| 1     | Suzuka Circuit                | 22 april    | Naoki Yamamoto  | James Rossiter                            | Naoki Yamamoto                            | Team Mugen                                |
| 2     | Autopolis                     | 13 mei      | Ryo Hirakawa    | Afgelast vanwege hevige regenval en mist. | Afgelast vanwege hevige regenval en mist. | Afgelast vanwege hevige regenval en mist. |
| 3     | Sportsland SUGO               | 27 mei      | Tomoki Nojiri   | Yuhi Sekiguchi                            | Naoki Yamamoto                            | Team Mugen                                |
| 4     | Fuji Speedway                 | 8 juli      | Nick Cassidy    | Nick Cassidy                              | Nick Cassidy                              | Orientalbio Kondō                         |
| 5     | Twin Ring Motegi              | 19 augustus | Hiroaki Ishiura | Nirei Fukuzumi                            | Hiroaki Ishiura                           | JMS P.mu/cerumo・INGING                   |
| 6     | Okayama International Circuit | 9 september | Yuhi Sekiguchi  | Kamui Kobayashi                           | Yuhi Sekiguchi                            | Itochu Enex Team Impul                    |
| 7     | Suzuka Circuit                | 29 oktober  | Naoki Yamamoto  | Yuhi Sekiguchi                            | Naoki Yamamoto                            | Team Mugen                                |

## Kampioenschap

### Puntensysteem
|            | 1  | 2 | 3 | 4 | 5 | 6 | 7 | 8 | Pole |
| ---------- | -- | - | - | - | - | - | - | - | ---- |
| Rondes 1–6 | 10 | 8 | 6 | 5 | 4 | 3 | 2 | 1 | 1    |
| Ronde 7    | 13 | 8 | 6 | 5 | 4 | 3 | 2 | 1 | 1    |

- De race op het Okayama International Circuit werd afgebroken voordat 75% van de vooraf geplande afstand werd verreden. Voor deze race werden halve punten uitgereikt.

### Coureurs
| Pos | Coureur                | SUZ | AUT | SUG | FUJ | MOT | OKA | SUZ | Punten |
| --- | ---------------------- | --- | --- | --- | --- | --- | --- | --- | ------ |
| 1   | Naoki Yamamoto         | 1   | C   | 1   | 8   | 7   | 10  | 1   | 38     |
| 2   | Nick Cassidy           | 7   | C   | 2   | 1   | 3   | 5   | 2   | 37     |
| 3   | Hiroaki Ishiura        | 4   | C   | 11  | 2   | 1   | 7   | 11  | 25     |
| 4   | Yuhi Sekiguchi         | 2   | C   | 13  | 6   | 16  | 1   | 8   | 18     |
| 5   | Ryo Hirakawa           | DNF | C   | 9   | 4   | 2   | 3   | DNF | 17     |
| 6   | Kazuki Nakajima        | 8   | C   | 3   | 5   |     | 17  | 5   | 15     |
| 7   | Tomoki Nojiri          | 3   | C   | 7   | 14  | 8   | 4   | 9   | 12,5   |
| 8   | Yuji Kunimoto          | 13  | C   | DNF | 3   | 15  | 8   | 4   | 11,5   |
| 9   | Kenta Yamashita        | 9   | C   | 8   | 18  | 6   | 6   | 3   | 11,5   |
| 10  | Kamui Kobayashi        | 10  | C   | 6   | 12  |     | 2   | 13  | 7      |
| 11  | Nobuharu Matsushita    | 12  | C   | 10  | 9   | 4   | 9   | 7   | 7      |
| 12  | Kazuya Oshima          | 15  | C   | 15  | 7   | 5   | 16  | 14  | 6      |
| 13  | Koudai Tsukakoshi      | 6   | C   | 12  | 13  | 10  | 12  | 6   | 6      |
| 14  | Tom Dillmann           |     | C   | 4   | 10  | 12  | DNF | 15  | 5      |
| 15  | Narain Karthikeyan     | 17  | C   | 5   | 16  | 11  | 13  | 17  | 4      |
| 16  | Takuya Izawa           | 5   | C   | 14  | 15  | 14  | 14  | 16  | 4      |
| 17  | James Rossiter         | 11  | C   | DNF | 19  | 9   | 11  | DNF | 0      |
| 18  | Katsumasa Chiyo        | 14  | C   | DNF | 17  | 19  | 15  | 10  | 0      |
| 19  | Daniel Ticktum         |     |     | DNF | 11  |     |     |     | 0      |
| 20  | Nirei Fukuzumi         | DNF |     |     |     | 17  | 18  | 12  | 0      |
| 21  | Yuichi Nakayama        |     |     |     |     | 13  |     |     | 0      |
| 22  | Pietro Fittipaldi      | 16  |     |     |     |     |     |     | 0      |
| 23  | João Paulo de Oliveira |     |     |     |     | 18  |     |     | 0      |
| -   | Sena Sakaguchi         |     | C   |     |     |     |     |     | 0      |
| Pos | Coureur                | SUZ | AUT | SUG | FUJ | MOT | OKA | SUZ | Punten |

### Teams
| Pos | Team                    | No. | SUZ | AUT | SUG | FUJ | MOT | OKA | SUZ | Punten |
| --- | ----------------------- | --- | --- | --- | --- | --- | --- | --- | --- | ------ |
| 1   | Orientalbio Kondō       | 3   | 7   | C   | 2   | 1   | 3   | 5   | 2   | 47,5   |
| 1   | Orientalbio Kondō       | 4   | 9   | C   | 8   | 18  | 6   | 6   | 3   | 47,5   |
| 2   | Team Mugen              | 15  | DNF | C   | DNF | 11  | 17  | 18  | 12  | 36     |
| 2   | Team Mugen              | 16  | 1   | C   | 1   | 8   | 7   | 10  | 1   | 36     |
| 3   | JMS P.mu/cerumo・INGING | 1   | 4   | C   | 11  | 2   | 1   | 7   | 11  | 35,5   |
| 3   | JMS P.mu/cerumo・INGING | 2   | 13  | C   | DNF | 3   | 15  | 8   | 4   | 35,5   |
| 4   | Itochu Enex Team Impul  | 19  | 2   | C   | 13  | 6   | 16  | 1   | 8   | 33     |
| 4   | Itochu Enex Team Impul  | 20  | DNF | C   | 9   | 4   | 2   | 3   | DNF | 33     |
| 5   | Docomo Dandelion        | 5   | 3   | C   | 7   | 14  | 8   | 4   | 9   | 18,5   |
| 5   | Docomo Dandelion        | 6   | 12  | C   | 10  | 9   | 4   | 9   | 7   | 18,5   |
| 6   | Vantelin Team Tom's     | 36  | 8   | C   | 3   | 5   | 18  | 17  | 5   | 15     |
| 6   | Vantelin Team Tom's     | 37  | 11  | C   | DNF | 19  | 9   | 11  | DNF | 15     |
| 7   | UOMO Sunoco             | 7   | 16  | C   | 4   | 10  | 12  | DNF | 15  | 11     |
| 7   | UOMO Sunoco             | 8   | 15  | C   | 15  | 7   | 5   | 16  | 14  | 11     |
| 8   | TCS Nakajima Racing     | 64  | 17  | C   | 5   | 16  | 11  | 13  | 17  | 8      |
| 8   | TCS Nakajima Racing     | 65  | 5   | C   | 14  | 15  | 14  | 14  | 16  | 8      |
| 9   | KCMG Elyse              | 18  | 10  | C   | 6   | 12  | 13  | 2   | 13  | 7      |
| 10  | Real                    | 17  | 6   | C   | 12  | 13  | 10  | 12  | 6   | 6      |
| 11  | B-MAX Racing Team       | 50  | 14  | C   | DNF | 17  | 19  | 15  | 10  | 0      |
| Pos | Team                    | No. | SUZ | AUT | SUG | FUJ | MOT | OKA | SUZ | Punten |